# オオスカシバ
オオスカシバ（大透翅、学名：Cephonodes hylas）は、スズメガ科に属するガの一種。和名のとおり、翅が透明なガで、夏の日中によく活動する。スカシバという名がついているが、スカシバガの仲間ではない。

## 形態
成虫の前翅長は3 cmほど。体の背中側は黄緑色で、腹側は白い。腹部の中ほどに赤い横帯模様があり、その前後に黒い帯模様もある。また、腹部先端の左右には黒い毛の束がある。
和名のとおり翅は透明で、鱗粉がなく、黒い翅脈が走るのが大きな特徴である。羽化した直後には灰白色の鱗粉が翅をおおっているが、羽ばたくと鱗粉がすぐに脱落し、透明な翅になってしまう。この翅の表面には顕微鏡的な微細な顆粒が密生しており、光学的な効果によって、通常のチョウやガの鱗粉を除いた翅よりも、透明度を増していることが知られている。翅脈は枝分かれせず、根もとから後方に緩い曲線を描きながら伸びる。
幼虫は黄緑色か褐色で、尾に1本の角をもつ。

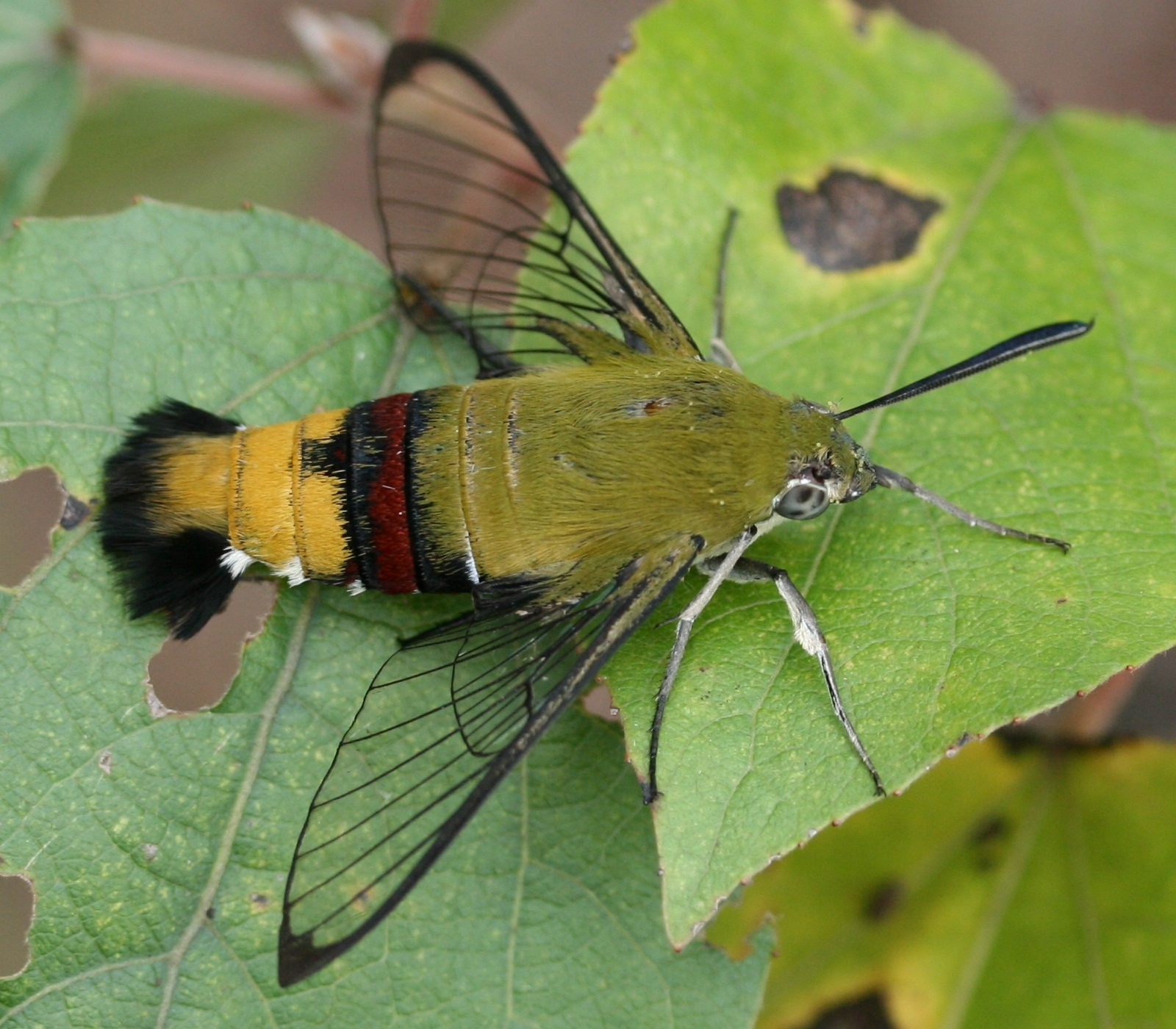
片側の触角が欠落したオス（小牧市ふれあいの森）
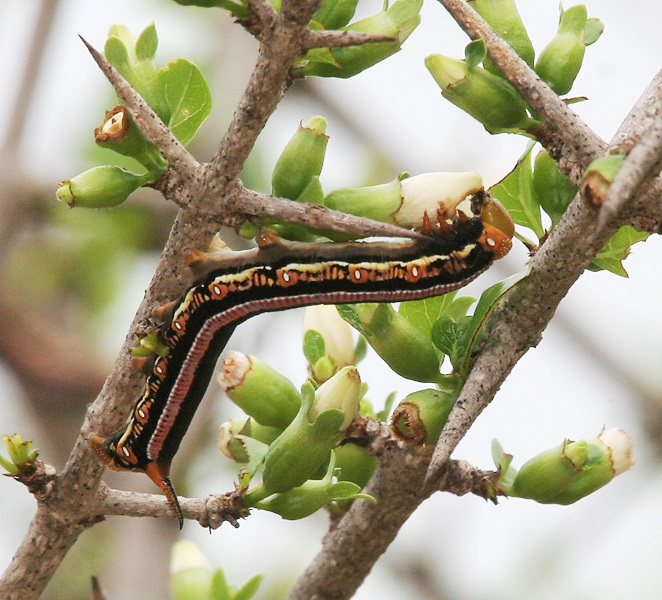
幼虫

## 生態
成虫は年に1 - 2回、夏に発生する。スズメガの多くは夜に活動するが、オオスカシバは昼に活動するので人の目につきやすい。様々な花を訪れ、ホバリングしながら蜜を吸う。ただし、オオスカシバの口吻は2 cmほどで、それ以上深い構造をもつ花からは蜜を吸うことができない。羽音を立てながら花にやってくる上、透明な翅と胴の模様から大きなハチに間違われることもあり、ベイツ型擬態の例として紹介されることも多い。
幼虫はクチナシを食草としていて、都市部でも見る機会が多い。食草のクチナシはあまり大きい木ではないので、幼虫の数によっては葉が食べられて丸坊主になってしまうこともある。
成長した幼虫は地表に降り、落ち葉などをつづって荒い繭を作り、蛹になる。冬は蛹で越冬する。

## 分布
日本では本州（主に岩手・秋田県）以南に分布し、日本以外でもインド、スリランカ、東南アジア、中国まで広く分布する。

## オオスカシバ属
オオスカシバ属（オオスカシバぞく、学名：Cephonodes）は、スズメガ科の属の一つ。
- Cephonodes apus
- Cephonodes armatus
- Cephonodes banksi
- オオスカシバ Cephonodes hylas
- Cephonodes janus
- Cephonodes kingii
- Cephonodes leucogaster
- Cephonodes lifuensis
- Cephonodes novebudensis
- Cephonodes picus
- Cephonodes rothschildi
- Cephonodes rufescens
- Cephonodes santome
- Cephonodes tamsi
- Cephonodes titan
- Cephonodes trochilus
- Cephonodes woodfordii
- リュウキュウオオスカシバ Cephonodes xanthus - オオスカシバに似ているが、腹部の中ほどに横帯模様がなく、背中は一様に黄緑色をしている。日本では、四国、九州、南西諸島に分布する。

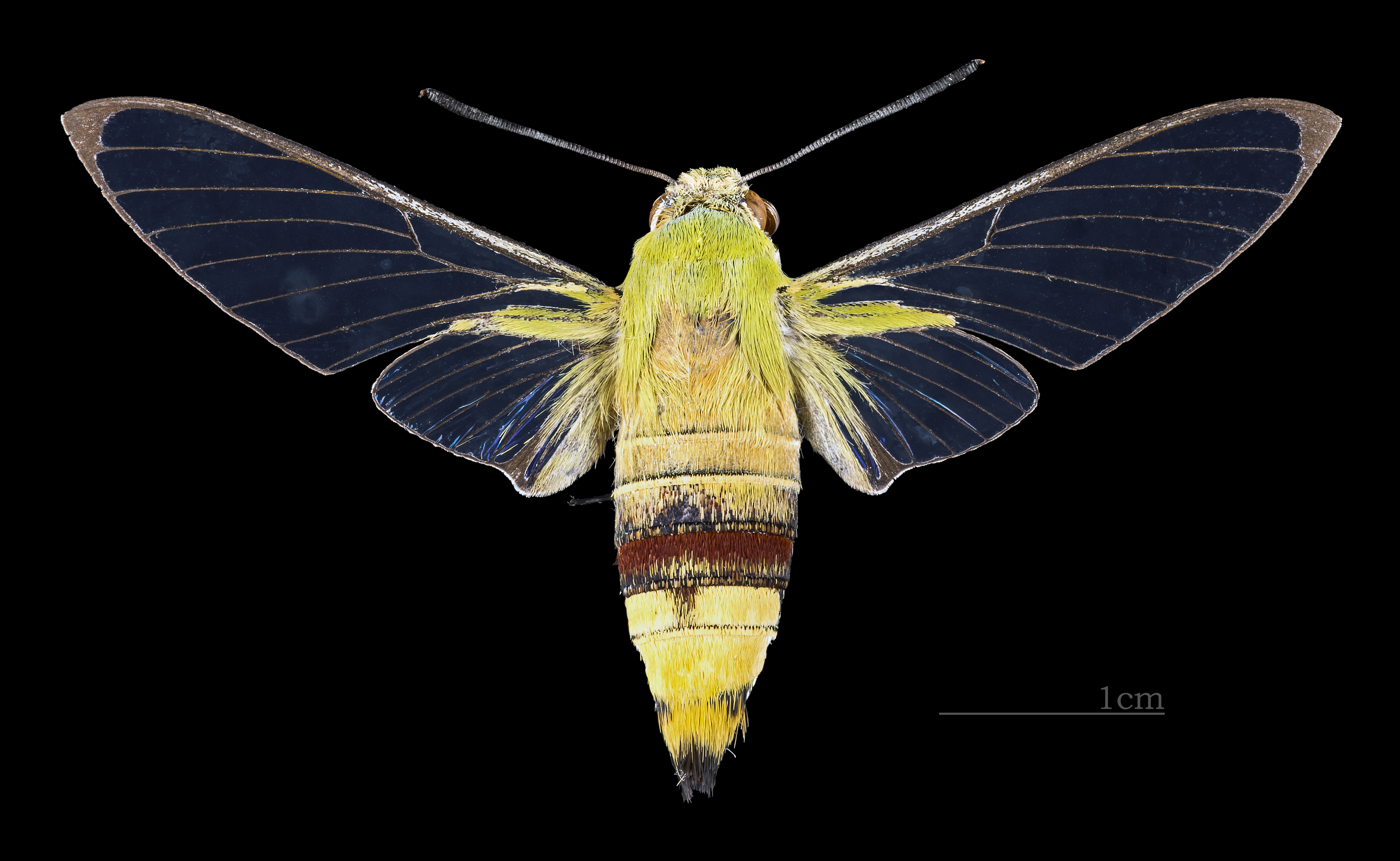
オオスカシバ
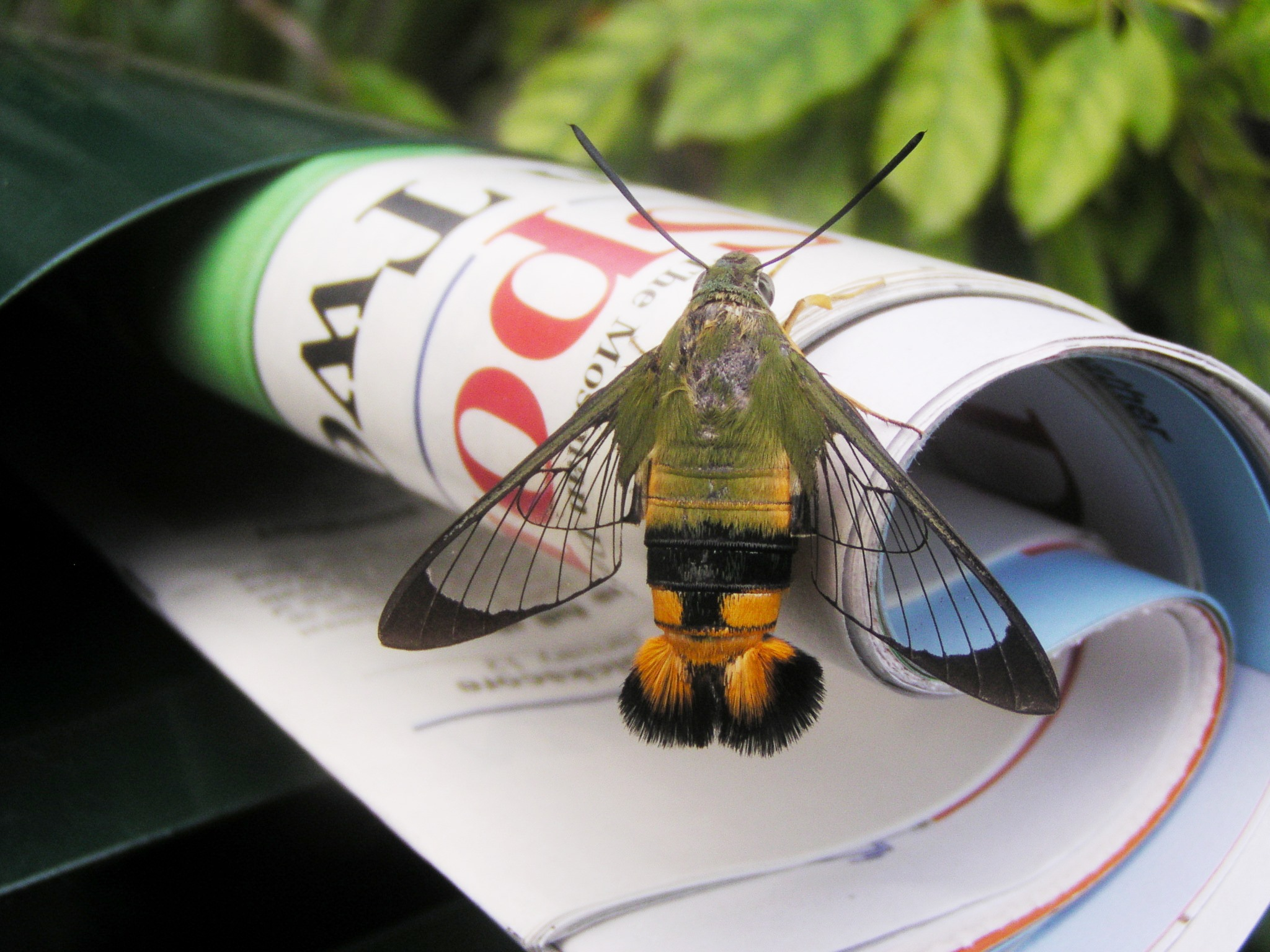
Cephonodes kingii
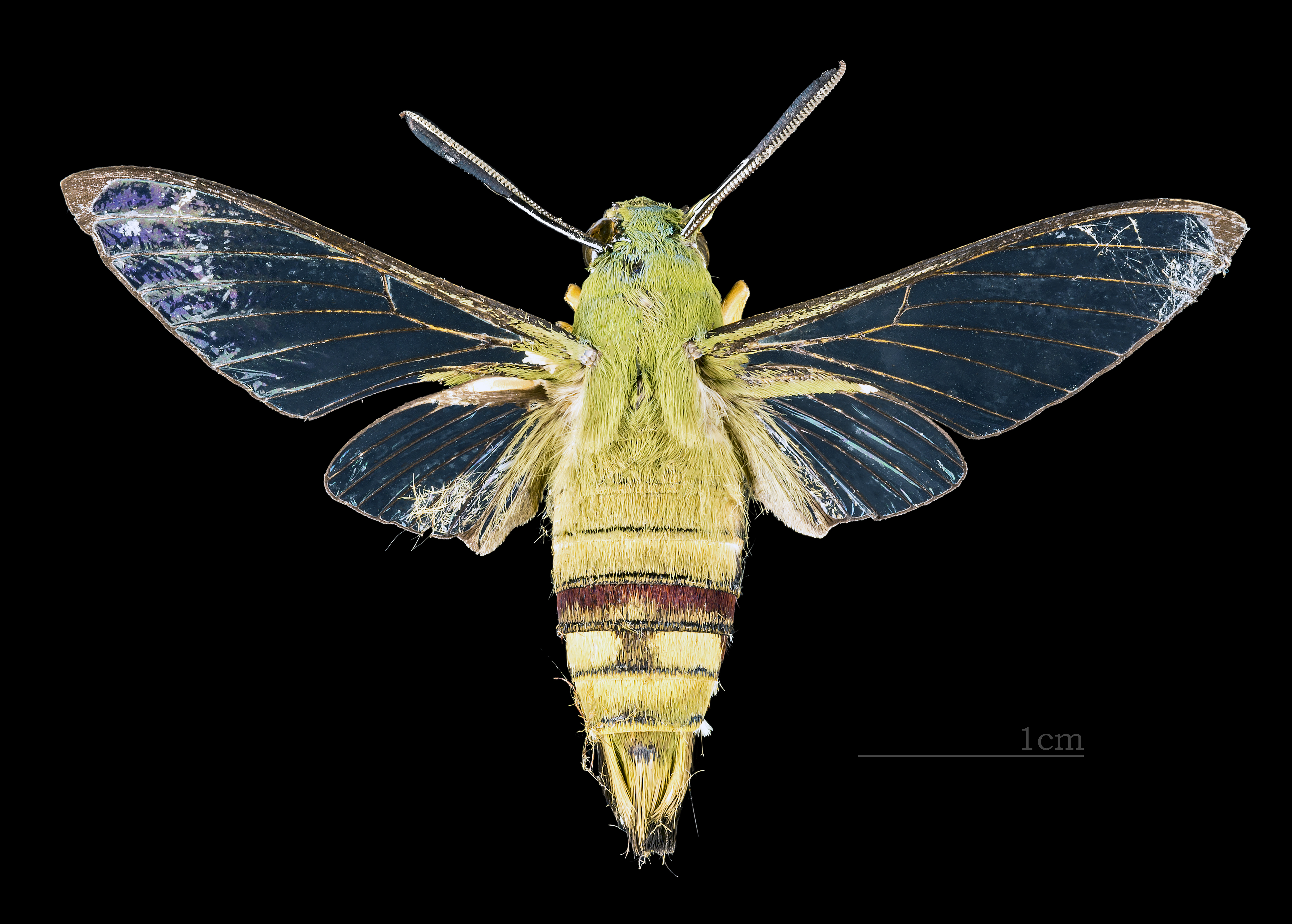
Cephonodes picus
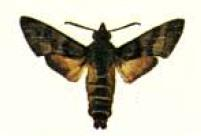
Cephonodes trochilus